# Hoplostethus tenebricus
Hoplostethus tenebricus is een straalvinnige vissensoort uit de familie van zaagbuikvissen (Trachichthyidae). De wetenschappelijke naam van de soort is voor het eerst geldig gepubliceerd in 1980 door Kotlyar.
De soort komt voor in het westen van de Indische Oceaan.